# Neomillspaughia
Neomillspaughia är ett släkte av slideväxter. Neomillspaughia ingår i familjen slideväxter.
Kladogram enligt Catalogue of Life:
| Neomillspaughia | \| \| Neomillspaughia emarginata \| \| \| \| \| \| Neomillspaughia hondurensis \| \| \| \| \| \| Neomillspaughia paniculata \| \| \| \| |
|                 | \| \| Neomillspaughia emarginata \| \| \| \| \| \| Neomillspaughia hondurensis \| \| \| \| \| \| Neomillspaughia paniculata \| \| \| \| |
|                 | Neomillspaughia emarginata |
|                 | |
|                 | Neomillspaughia hondurensis |
|                 | |
|                 | Neomillspaughia paniculata |
|                 | |